# Dasyscopa
Dasyscopa is een geslacht van vlinders van de familie grasmotten (Crambidae), uit de onderfamilie Scopariinae.

## Soorten
- D. axeli Nuss, 1998
- D. barbipennis Hampson, 1897
- D. homogenes Meyrick, 1894